# Кровавая пятница (1918)
Кровавая пятница или же Расстрел демонстрации в поддержку Учредительного собрания, иногда События 5-го января — массовое убийство силами Красной Гвардии безоружных манифестантов, шедших к Таврическому дворцу с целью поддержки Учредительного собрания.

## Предыстория
После завершения октябрьского переворота, большевики стремились укрепить свою позицию, начав массовые репрессий против политических оппонентов, совершая массовые аресты оппозиционных политиков, из-за чего значительная часть депутатов или была арестована, или была вынуждена уйти «в подполье», или же просто не решилась принять участие в созыве УС, шли слухи о роспуске собрания. На этом фоне, Союз защиты Учредительного собрания объявил о проведении шествия к Таврическому дворцу с целью продемонстрировать решимость защитить демократию. Ответ СНК не заставил себя долго ждать — ЧК по Петрограду, в частности комиссар Урицкий постановил о немедленном запрете любых форм шествий, демонстраций и манифестаций, а правительство призвала население не участвовать в шествии. Были закрыты все газеты, призывавшие выйти на демонстрацию и защитить Учредительное Собрание. Большевики предвидели подобный сценарий и уже имели общий план действий на возможные протесты:
Приходившие в Смольный под разными предлогами меньшевики и эсеры нередко задавали мне вопрос: что мы будем делать, если будут демонстрации против правительства? — Сначала уговаривать, потом расстреливать, — коротко отвечал я.Бонч-Бруевич В.Д. Воспоминания о Ленине, М., 1969, С. 160

## Ход событий

### Расстановка красных сил
В рамках подготовки к демонстрации, ЧК Петрограда с санкции СНК начинает устанавливать блок-посты и вооружённые заставы по Литейному проспекту на пересечениях с Шпалерной, Сергиевской, Фурштатской и Кирочной в сторону Таврического дворца. Солдаты были вооружены винтовками и ручными гранатами, а на крышах некоторых зданий создавались пулемётные точки. Отрядам даны были инструкции останавливать, разоружать и арестовывать участников демонстраций, о безоружных демонстрантах указы не поступали.
Под лозунгом "вся власть Учредительному собранию" кроется лозунг "долой советы". Вот почему все капиталисты, вся черная сотня, все банкиры горой стоят за этот лозунг!Петроградский СНК, 5 января

### Попытка вооружения и защиты шествия
На фоне предыдущих событий, когда ЧК расстреливала безоружные демонстрации, как это было 28 ноября 1917 года в Москве, эсеры реорганизовали полуавтономную военную комиссию, включив в её состав Соколова, Сургучёва и других эсеров БО, которые поставили перед собой цель найти защитников шествий среди полуразложившихся частей Петроградского гарнизона, со временем сумев заполучить поддержку Семёновского и Преображенского полка, а также 5-го броневого дивизиона. В отряды самозащиты активно вербовались рабочие, а комиссия пыталась популяризировать свою миссию, издавав газету «Серая шинель», однако значимого успеха это не дало — остальной гарнизон выступил на стороне большевиков, а рабочие отказались верить в возможность расстрела шествия или роспуска Собрания. Полки же не смогли присоединиться к шествию.
Анипко, по в своей личной инициативе создал боевую группу с целью захвата в заложники Ленина и Троцкого, успешно сумев проникнуть на службу к последним и приготовиться к исполнению задуманного. Узнав об этом плане, ЦК ПСР запретил Анипко совершать задуманное и приказал распустить боевую группу, а после — запретил создание вооружённых отрядов:
Надо было морально обезоружить большевиков. Для этого мы пропагандировали демонстрацию гражданского населения абсолютно безоружную, против которой было бы нелегко употребить грубую силу. Всё, на наш взгляд, зависело от того, чтобы не дать большевикам и тени морального оправдания для перехода к насилию. Только в этом случае, думали мы, могут поколебаться даже самые решительные их защитники и проникнуться решительностью самые нерешительные наши друзья.Чернов В.М., Фельштинский Ю. Г. Большевики и левые эсеры. Октябрь 1917 — июль 1918. Париж, 1985. С. 89

### План действий
Согласно изначальному плану, демонстранты планировали собраться на Марсовом поле и по Литейному проспекту пройти к Таврическому дворцу, где начать митинг в защиту Учредительного Собрания. Части Семёновского и Приображенского полка после того, как к их частям прибудет эскорт из бронемашин 5-го броневого дивизиона. Однако, бронемашины были испорчены и выведены из строя диверсантами большевиков, из-за чего 5-й дивизион не смог явиться к частям, а те, не завидев бронемашин, не решились отправиться на защиту демонстрантов без бронезащиты, что сделало демонстрацию абсолютно беззащитной.

### Проведение демонстрации
Большая часть демонстрации представляла собой собрание студентов, государственных служащих, мелких лавочников и рабочих (госзнака, Обуховского, Трубочного, Путиловского завода и других предприятий города). С 10:00 начался сбор, и демонстранты начали массово и стихийно стекаться к Марсовому полю. Многотысячная толпа демонстрантов по пути к нему столкнулась с укреплениями Красной Гвардии на пересечении Литейный — Сергиевская, где солдаты приказали безоружным демонстрантам разойтись. В ответ на это, толпа начала петь Марсельезу и размахивать красными знамёнами, продолжив шествие, в ответ на что был открыт беспорядочный огонь. С Выборгской стороны ещё одна многотысячная толпа попыталась прорваться к Марсовому полю, в ответ на что красные бригады также открыли огонь на поражение, ранив ещё несколько человек. По итогу, к 11:00 лишь небольшая часть от изначально желавших явиться на демонстрацию, смогли явиться на точку сбора.
Ближе к 11:10, около 10.000 демонстрантов, что смогли выйти к полю, начали шествие в сторону Таврического дворца по Литейному проспекту. В 12:00 манифестанты попали в ловушку, будучи зажатыми частями Красной Гвардии между пересечения Литейного — Фурштатского — Кирочного, в течение 10-15 находились под прямым ружейными и пулемётным огнём, что вынудило в ужасе и панике убегать в закоулки и дворы манифестантов. По итогу были убиты: член исполкома крестьянского совета Логвинов, который был в голову поражён разрывной пулей; эсеры Морачевская и Горбачевская; студенты Маркович и Березанский. Тяжело ранены представители Международного комитета Красного Креста Савельева и Чумак, которые были одеты во фельдшеровскую униформу и имели красные кресты на униформе, и ещё несколько десятков человек также были ранены.
В это же время со стороны Пантелеймоновской улицы в сторону Литейного выходила ещё одна группа демонстрантов, состоявшая в основной массе из рабочих Трубочного завода и завода Маркуса, по которым также был открыт беспорядочный огонь, в результате чего появились ещё погибшие и раненые. После этого, к 14:30 ещё одна группа манифестантов прошла через Марсово поле, численностью около 15.000 человек, где находились рабочие Обуховского завода и фабрики Паля:
В 2 час. 40 мин., когда манифестанты появились у Пантелеймоновской церкви, матросы и красногвардейцы, стоявшие на углу Литейного пр. и Пантелеймоновской улицы, сразу без предупреждения открыли ружейный огонь. Шедшие впереди знаменоносцы и оркестр Обуховского завода первые попали под обстрел. Во время стрельбы было брошено несколько ручных гранат... В перестрелке пострадало 9 человек, из которых 7 были тяжело ранены, а 2 убиты. После расстрела демонстрантов красногвардейцы и матросы приступили к торжественному сожжению отобранных красных знамён.Новая жизнь, выпуск от 6 января 1918 г.
По итогу, демонстранты предприняли попытку обойти баррикады на Литейном проспекте, попытавшись пройти с юга через Знаменскую улицу, но на углу Сапёрного переулка манифестантам преградили дорогу сапёрный батальон гарнизона, которые, рассыпавшись в цепь, вскинули винтовки и начали ружейный огонь по толпе. Манифестанты в ужасе бросались во дворы и ворота домов, падали на снег. Один из манифестантов-студентов распахнул шинель и начал кричать: «расстреливайте меня, расстреливайте!..» — в ответ ближайший солдат выцелил студента. Женщина-очевидец попыталась спасти студента, умоляя солдата не стрелять, в ответ на что её уволокли прочь, а солдат произвёл выстрел, убив студента. По итогу два человека было убито, и ещё одиннадцать ранено. Ещё одна группа, пытавшаяся пройти через Преображенскую улицу, была расстреляна в спину красногвардейцами со стороны Гродненского переулка из засады, из-за чего были убиты два чиновника госконтроля и ранены несколько женщин. Прибывшие на выстрелы манифестанты, в том числе на Знаменскую улицу также были убиты, после чего красные флаги были разорваны, а красные значки сорваны и растоптаны. На Выборгской стороне в результате беспорядочного огня были тяжело ранены две маленькие девочки.

## Последующие события
По данным Свердлова в результате событий был убит 21 человек, и ещё не менее 90 ранено, по данным же СНК — не менее 50 убитых и 200 раненых.
Сразу же, правительственные журналы Правда и Известия начали кампанию по клевете и лжи, заявляя о якобы вооружённых демонстрантах и провокациях, что опровергалось независимыми и любыми не большевистскими СМИ:
5-го января 1918 года безоружная петербургская демократия — рабочие, служащие — мирно манифестировали в честь Учредительного Собрания... "Правда" лжет, когда она пишет, что манифестация 5 января была организована буржуями, банкирами и т. д., и что к Таврическому дворцу шли именно "буржуи" и "калединцы". "Правда" лжет, — она прекрасно знает, что "буржуям" нечему радоваться по поводу открытия Учредительного Собрания, им нечего делать в среде 246 социалистов одной партии и 140 — большевиков. "Правда" знает, что в манифестации принимали участие рабочие Обуховского, Патронного и других заводов, что под красными знаменами российской социал-демократической партии к Таврическому дворцу шли рабочие Василеостровского, Выборгского и других районов. Именно этих рабочих и расстреливали, и сколько бы ни лгала "Правда", она не скроет позорного факта... Итак, 5 января расстреливали рабочих Петрограда безоружных. Расстреливали без предупреждения о том, что будут стрелять, расстреливали из засад, сквозь щели заборов, трусливо, как настоящие убийцы.Максим Горький, Новая жизнь от 9 января 1918 г.
9 января прошли траурные похороны участников демонстрации, куда пришли тысячи рабочих фабрики Паля, фарфорового завода, фабрики Варгунина, рабочие Александро-Навского района, фабрики Тортона и десятка других завода (в том числе Обуховского и Путиловского завода). Посыпались резолюции со многих заводов Петрограда, осуждающие действия большевиков, требующие перевыборы советов и расследование убийства:
Собрание Патронного завода, численностью более 2500 рабочих, выражает своё глубочайшее возмущение поведением так называемых "Народных комиссаров", обагривших улицы Петрограда рабочей и солдатской кровью... Постановило немедленно приступить к перевыборам Петроградского совета...
Собрание завода Маркуса протестует самым энергичным образом против бесстыдного разгона большевиками Всероссийского Всенародного Учр. Собрания... Собрание с негодованием клеймит расстрелы мирных демонстраций 5-го января "социалистического" правительства...
Мы [собрание завода Речкина] клеймим презрением правительство, запятнавшее себя этими убийствами... Мы присоединяемся к требованию Обуховских рабочих переизбрать совет и отозвать красную гвардию, слепо исполнявшую Каиново дело. Мы требуем свободного созыва Учредительного собрания....
Рабочие завода Эриксона в своей резолюции выражают протест против политики "народных комиссаров", которые обагрили кровью рабочих улицы Петрограда, а также против наглой лжи, распространяемой газетой "Правда"...
Собрание рабочих завода Старый Лессер постановила признать действия СНК преступными...
Рабочие завода Сименс и Шуккерт осудили СНК и постановили отозвать красную гвардию к станкам...
Подобные резолюции вынесли рабочие фабрики Максвеля, фабрики Паля, рабочие мастерских Николаевской Ж/Д, рабочие Невского и Обуховского заводов...Максим Горький, Новая жизнь от 9, 11 и 17 января 1918 г.
В попытках успокоить настроения в городе, выпускается обращение «Ко всему населению Петрограда», где уже речь идёт не о якобы вооружённых массах, а уже о том, что расстрелы — «слухи контрреволюционеров и саботажников, насаждаемые с целью посеять смуту и тревогу…».

### Расследование событий
По итогу, не выдержав напор и негодование рабочих, СНК постановил об учреждении Особой Следственной Комиссии по расследованию событий 5-го января, в состав которой вошли левые эсеры Мстиславский, Клименко и Левин, а также большевики Прусенков и Смирнов. Начался допрос свидетелей, где быстро была подтверждена версия о безоружной демонстрации и произволе солдат, и комиссия не смогла добиться нужных СНК показаний. Уже 18 января комиссия установила, что никто из демонстрантов не стрелял, и шествие было мирным. Не было найдено улик для версий с саботажниками и контрреволюционерами. К концу января, не сумев подтвердить пропагандистскую версию, комиссия начала распадаться, а расследование замедлять свои обороты. К началу февраля в комиссии оставалось три человека, вскоре дело было замято, а убийцы не понесли наказания.